# Bellmund
Bellmund je obec v kantonu Bern, v okrese Biel/Bienne. Žije zde  obyvatel.

## Geografie
Bellmund se nachází v Bernské jezerní oblasti (Berner Seeland), poblíž Bielského jezera. Obec je součástí aglomerace města Biel, nacházejícího se několik kilometrů severně, a leží mezi řekou Aarou (kanál Nidau-Büren) a horou Jensberg. Sousedními obcemi od severu po směru hodinových ručiček jsou Port, Jens, Merzligen, Hermrigen, Sutz-Lattrigen a Ipsach.

## Historie

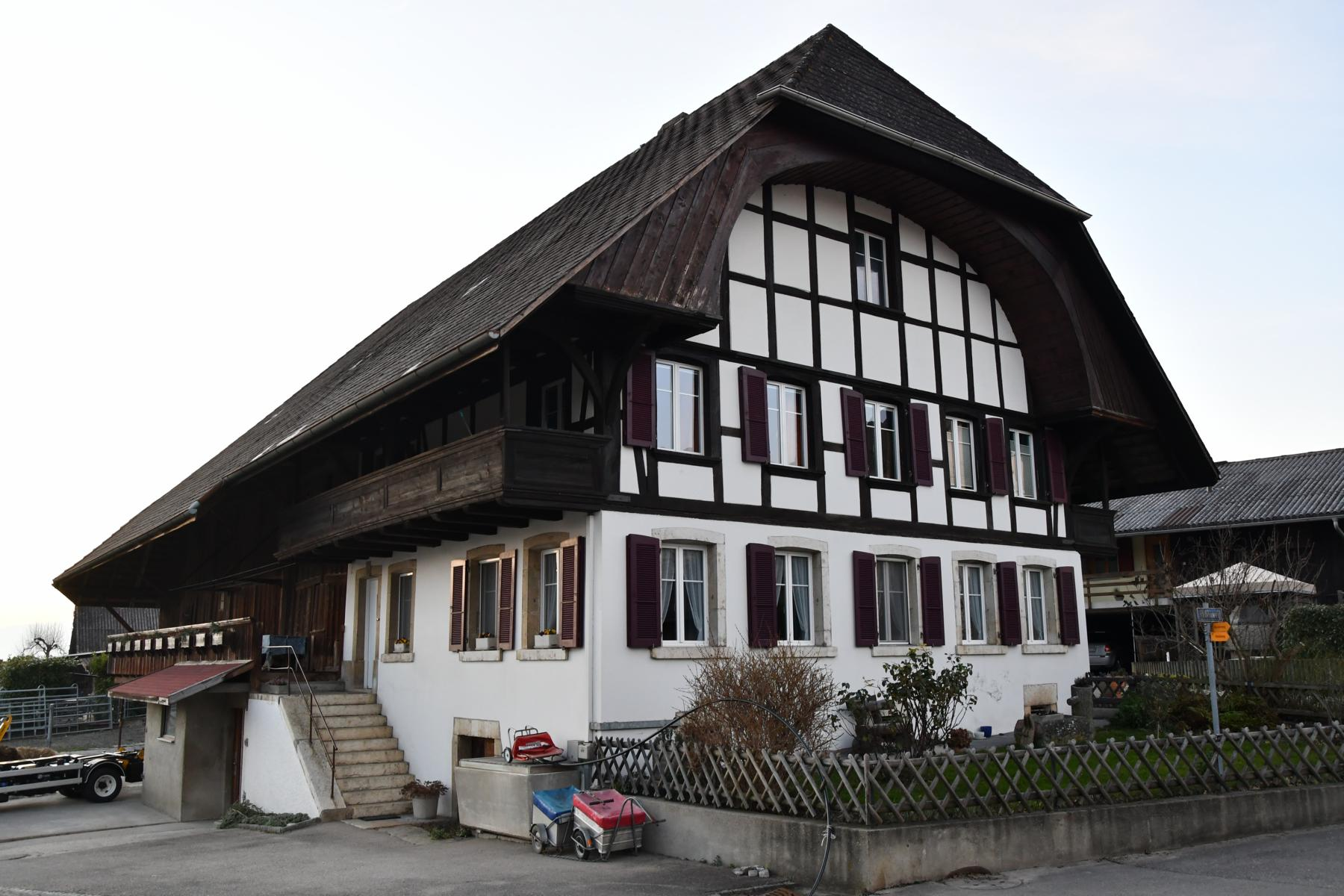
Tradiční architektura v obci

První zmínka pochází z roku 1107 pod názvem Bellus mons. Vrchně středověké hradiště Chnebelburg na hoře Jensberg bylo opevněno valem a příkopem. Zde byly objeveny neolitické nálezy a ve vesnici raně středověké hroby. Priorát Bellmund, zmíněný v roce 1107, založený burgundským královským rodem, byl již před rokem 1127 přemístěn na ostrov St. Petersinsel. Kostel (zmíněný v roce 1228, zasvěcený sv. Gangulfovi, po roce 1509 zchátralý), jehož kostelní právo zůstalo priorátu, se v roce 1453 stal filiálkou Portu a po reformaci v roce 1528 se spolu s Portem stal součástí farnosti Nidau. S Nidau se Bellmund v letech 1388 a 1393 připojil k Bernu a získal strážní věž. Vesnice leží na staré silnici Bern – Aarberg – Nidau, která byla po roce 1864 nahrazena spojením Bern – Lyss – Biel (nejprve železnicí, poté silnicí). Díky tomu si Bellmund zachoval svůj venkovský charakter až do 50. let 20. století.

## Obyvatelstvo
| Rok            | 1764 | 1850 | 1900 | 1950 | 2000 |
| Počet obyvatel | 195  | 334  | 329  | 416  | 1221 |

Bellmund je z 89,93 % německy mluvící obcí. 6,5 % obyvatel hovoří francouzsky (stav k roku 2023).